# Canon Yaoundé
Canon Kpakum Yaoundé, bildad 1930, är en fotbollsklubb från Yaoundé i Kamerun. 
Under 1970- och 1980-talet var klubben Kameruns i särklass mest framgångsrika. Klubbens framgångar och spelstil gav dem smeknamnet Afrikas Brassar. Totalt har klubben vunnit den inhemska ligan 10 gånger, senast 2002. Klubben har också vunnint CAF Champions League tre gånger, senaste 1980.

## Kända spelare
Se också Spelare i Canon Yaoundé
- Marc-Vivien Foé
- Thomas N'Kono
- François Omam-Biyik